# Bojan Bazelli
Bojan Bazelli (Herceg Novi, 15 agosto 1957) è un direttore della fotografia montenegrino.
Alla carriera cinematografica ha affiancato un'importante attività nel campo dei videoclip musicali e della pubblicità. Ha realizzato anche filmati per parchi a tema degli Universal Studios.

## Biografia
Diplomatosi in cinematografia all'Accademia di Arti Cinematografiche di Praga nel 1985, esordisce come direttore della fotografia di un lungometraggio con China Girl (1987) diretto da Abel Ferrara. Il suo stile espressionista, barocco e antinaturalista ben si adatta al cinema visionario del regista italoamericano, con il quale collabora per il «noir violento e stilizzato» King of New York (1990), che gli vale la candidatura all'Independent Spirit Award per la miglior fotografia, e il fantascientifico Ultracorpi - L'invasione continua (1993).
Cura le immagini delle prime due opere da regista dello specialista del trucco e degli effetti speciali Stan Winston, Pumpkinhead e Lo gnomo e il poliziotto, e conferma il suo talento visivo con il road movie Kalifornia, diretto dal pubblicitario Dominic Sena, dalla fotografia notturna e claustrofobica, e il torbido Boxing Helena, esordio alla regia della figlia di David Lynch, Jennifer, vincitrice con questa sua opera prima del Razzie Award al peggior regista.
Tra i suoi lavori successivi, si può citare l'«acido impasto visuale» di The Ring (2002), remake americano di un fortunato horror giapponese. 

## Filmografia
- China Girl, regia di Abel Ferrara (1987)
- Tapeheads, regia di Bill Fishman (1988)
- Patty - La vera storia di Patty Hearst (Patty Hearst), regia di Paul Schrader (1988)
- Pumpkinhead, regia di Stan Winston (1988)
- The Comeback - L'amore proibito (The Comeback), regia di Jerrold Freedman (1989) (TV)
- Big Man on Campus, regia di Jeremy Kagan (1989)
- L'ossessione di Sarah Hardy (The Haunting of Sarah Hardy), regia di Jerry London (1989) (TV)
- Curiosità fatale (Curiosity Kills), regia di Colin Bucksey (1990) (TV)
- King of New York, regia di Abel Ferrara (1990)
- Lo gnomo e il poliziotto (A Gnome Named Gnorm), regia di Stan Winston (1990)
- Prova d'innocenza (Somebody Has to Shoot the Picture), regia di Frank Pierson (1990) (TV)
- Fever - Ultimo desiderio: uccidi! (Fever), regia di Larry Elikann (1991) (TV)
- Sacrificio fatale, regia di Michael Tolkin (1991)
- Donna di piacere (The Last Prostitute), regia di Lou Antonio (1991) (TV)
- Massima copertura (Deep Cover), regia di Bill Duke (1992)
- The Fear Inside, regia di Leon Ichaso (1992) (TV)
- Boxing Helena, regia di Jennifer Chambers Lynch (1993)
- Ultracorpi - L'invasione continua (Body Snatchers), regia di Abel Ferrara (1993)
- Kalifornia, regia di Dominic Sena (1993)
- Scacco al re nero (Sugar Hill), regia di Leon Ichaso (1993)
- Sopravvivere al gioco (Surviving the Game), regia di Ernest R. Dickerson (1994)
- Padrona del suo destino (Dangerous Beauty), regia di Marshall Herskovitz (1998)
- The Ring, regia di Gore Verbinski (2002)
- Mr. & Mrs. Smith, regia di Doug Liman (2005)
- Hairspray - Grasso è bello (Hairspray), regia di Adam Shankman (2007)
- G-Force - Superspie in missione (G-Force), regia di Hoyt Yeatman (2009)
- L'apprendista stregone (The Sorcerer's Apprentice), regia di Jon Turteltaub (2010)
- Burlesque, regia di Steven Antin (2010)
- Rock of Ages, regia di Adam Shankman (2012)
- Il drago invisibile (Pete's Dragon), regia di David Lowery (2016)
- La cura dal benessere (A Cure for Wellness), regia di Gore Verbinski (2016)
- Underwater, regia di William Eubank (2020)
- 6 Underground, regia di Michael Bay (2019)
- Snake Eyes: G.I. Joe - Le origini (Snake Eyes: G.I. Joe Origins), regia di Robert Schwentke (2021)
- Murder Mystery 2, regia di Jeremy Garelick (2023)